# Verenakapelle (Aettenschwil)

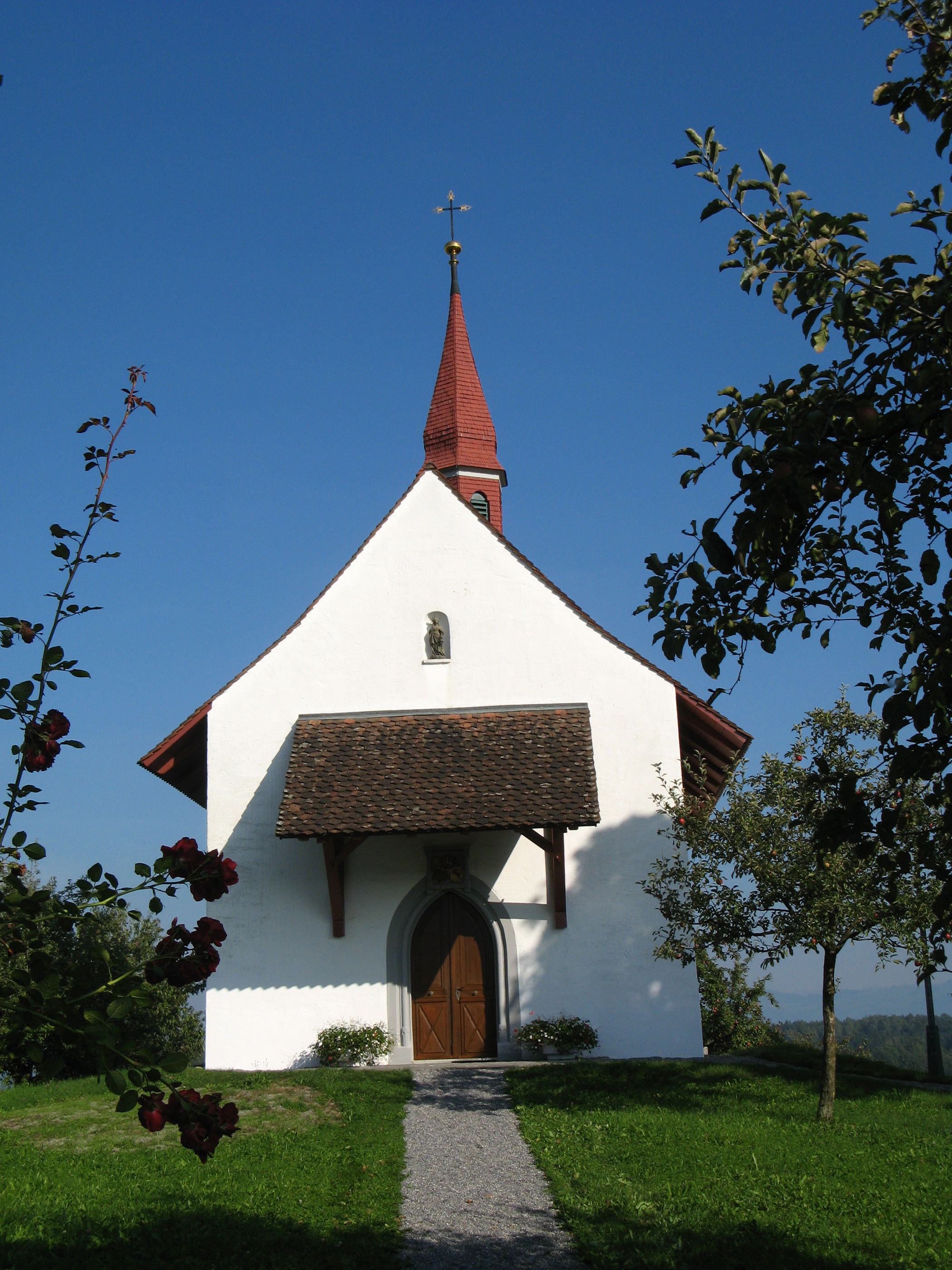
Verenakapelle

Die Verenakapelle ist eine römisch-katholische Kapelle in Aettenschwil, einem zur Gemeinde Sins im Kanton Aargau gehörenden Dorf. Sie befindet sich etwas erhöht auf dem Bühl und steht unter Denkmalschutz.
1179 erfolgte die erste Erwähnung des Dorfes Aettenschwil und einer fälschlicherweise als Kirche bezeichneten Kapelle («ecclesia Agetiswilare»), die beide im Besitz des Klosters Muri waren. Zehn Jahre später bestätigte Papst Alexander III. diesen Besitz. Bei dieser Kapelle handelte es sich um eine grundherrliche Gründung innerhalb der bereits vorhandenen Pfarrei Sins (die Zugehörigkeit ist seit 1370 nachgewiesen). Das heute bestehende Gebäude entstand 1574/75. Im Zusammenhang mit der Aufhebung des Klosters gelangte die Kapelle 1841 in den Besitz des Kantons, der sie 1907 an den Gerechtigkeitsverein Aettenschwil abtrat. Renovationen fanden 1931 und 1980/81 statt.
Der einfach gestaltete, geostete Baukörper besitzt ein Satteldach, auf dem sich ein geschindelter achtseitiger Dachreiter mit Helm erhebt. Das auf toskanischen Säulen ruhende Vordach schützt das gotisch wirkende, spitzbogige Portal; in dessen Scheitel ist ein Wappen von Abt Hieronymus Frey angebracht. Ein gedrückter Bogen trennt im Innern Kirchenschiff und Chor. Der dunkel gebeizte Altar ist sparsam vergoldet. Flankiert wird er von Figuren der Heiligen Martin von Tours und Benedikt von Nursia. Das 1796 von Josef Anton Mesmer gemalte Altarblatt zeigt die Heilige Verena, darüber befindet sich ein Wappen von Fürstabt Gerold Meyer.